# John Trumbull

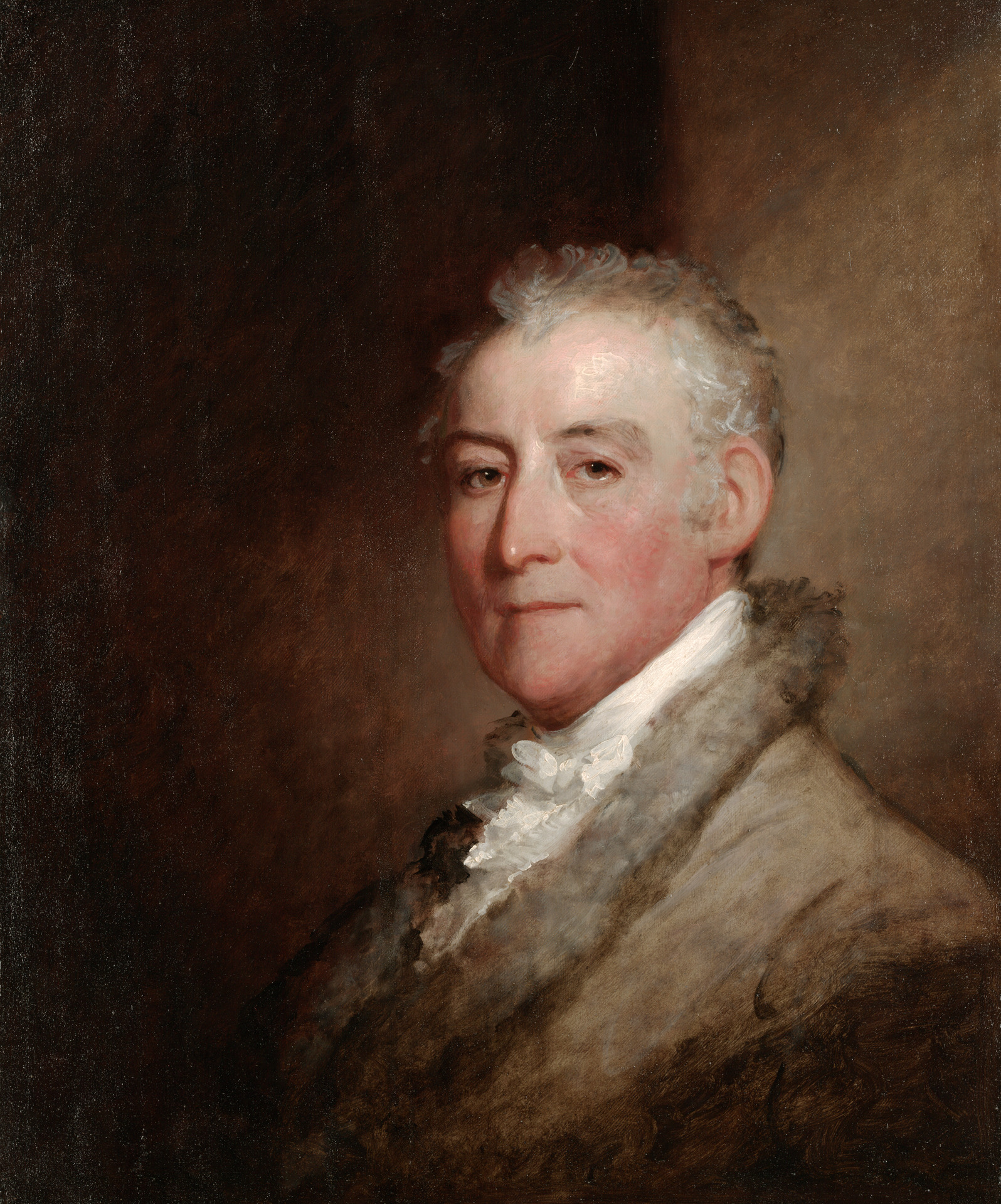
John Trumbull

John Trumbull (6 de juny de 1756 – 10 de novembre de 1843) va ser un artista dels Estats Units que es va fer famós gràcies a les seues pintures històriques que van retratar els períodes de la Guerra de la Revolució Americana i de la Declaració d'Independència. Aquesta representació apareix al dors del bitllet de 2 dòlars.

## Pintures
- Batalla de Bunker Hill: La Mort del General Warren a la Batalla de Bunker Hill
- Invasió del Canadà (1775): La Mort del General Montgomery durant l'atac de Quebec
- La Mort d'Aemilius Paullus a la Batalla de Cannae
- La Declaració d'Independència
- Batalla de Trenton
- Batalla de Princeton
- La campanya de Saratoga: La Rendició del General Burgoyne a Saratoga
- Setge de Yorktown: La Rendició de Cornwallis a Yorktown
- Washington que dimiteix de la seva Commissió
- Retrats de George Washington i de John Adams
- Autoretrat
- Retrat de Josiah Bartlett

## Galeria de quadres

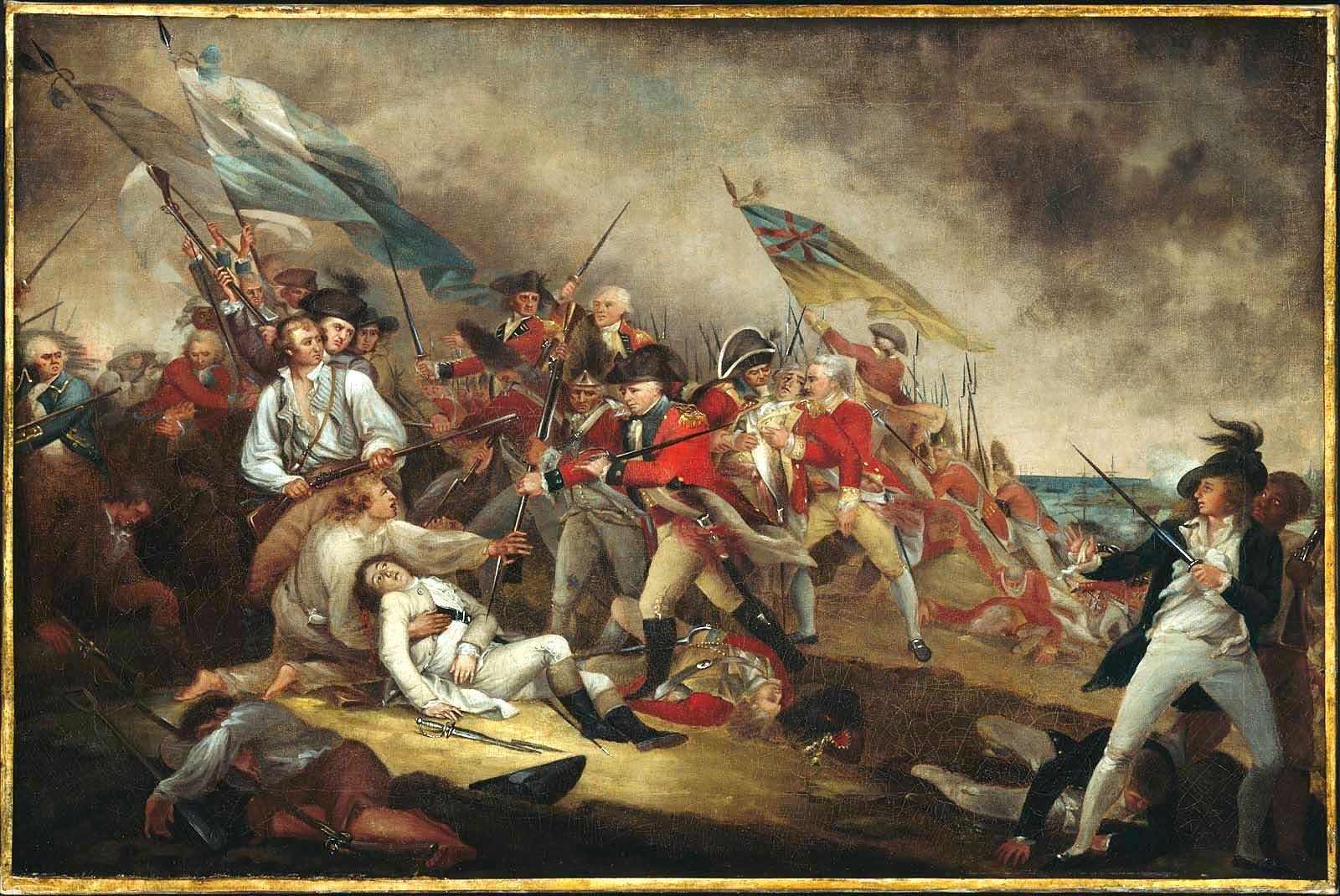
La Mort del General Warren a la Batalla de Bunker Hill
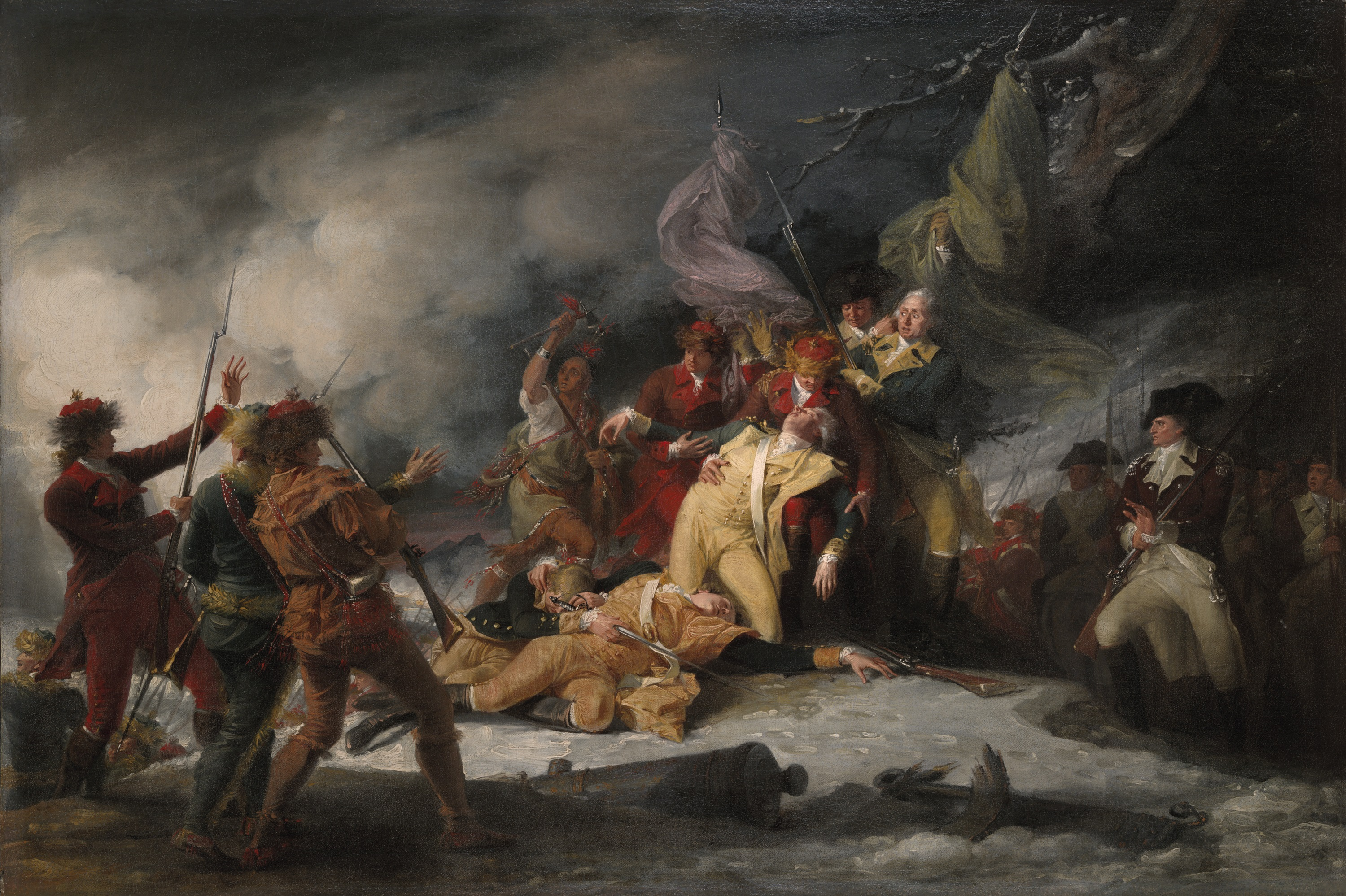
La Mort del General Montgomery durant l'atac de Quebec
La Declaració d'Independència.
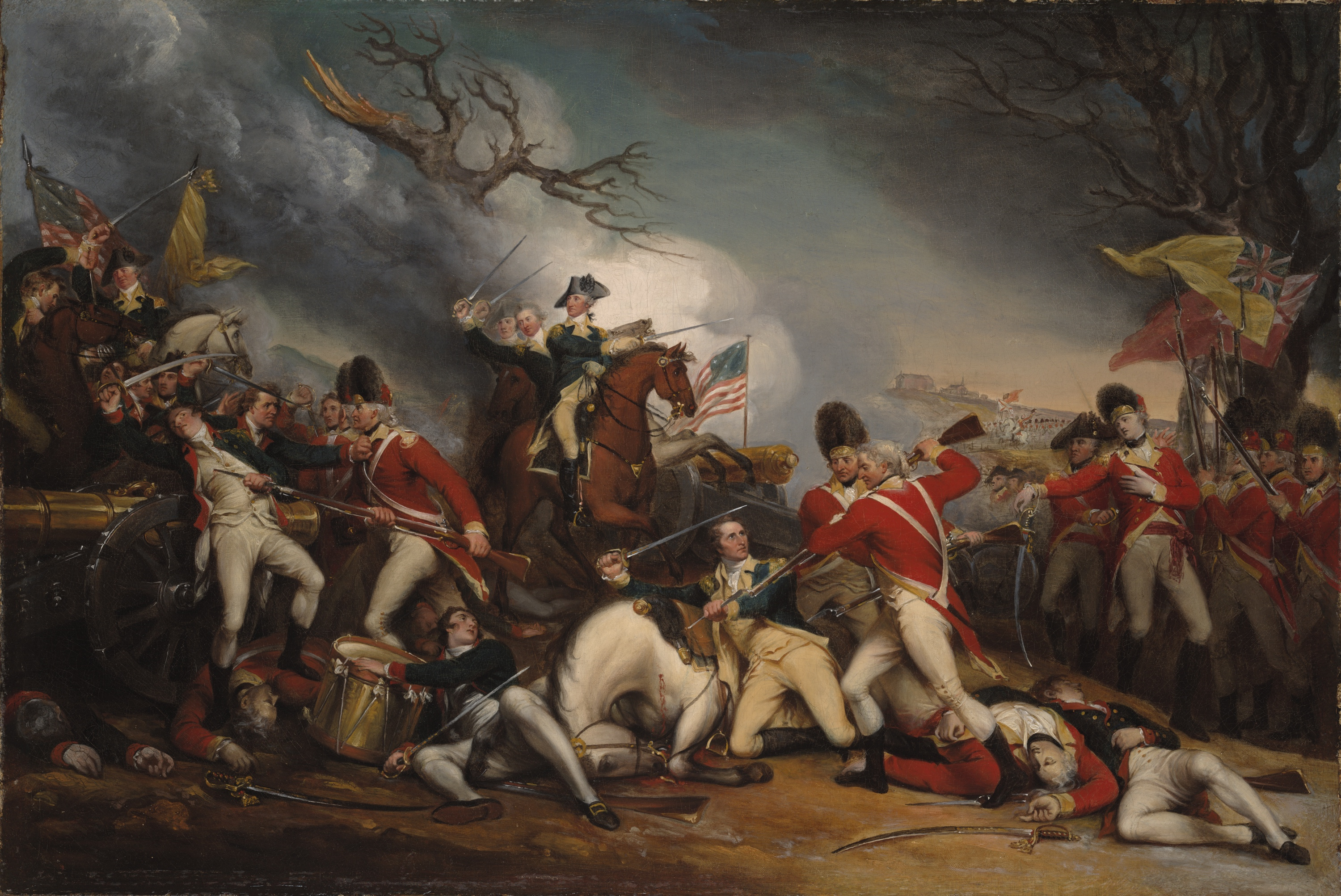
La Mort del General Mercer a la Batalla de Princeton
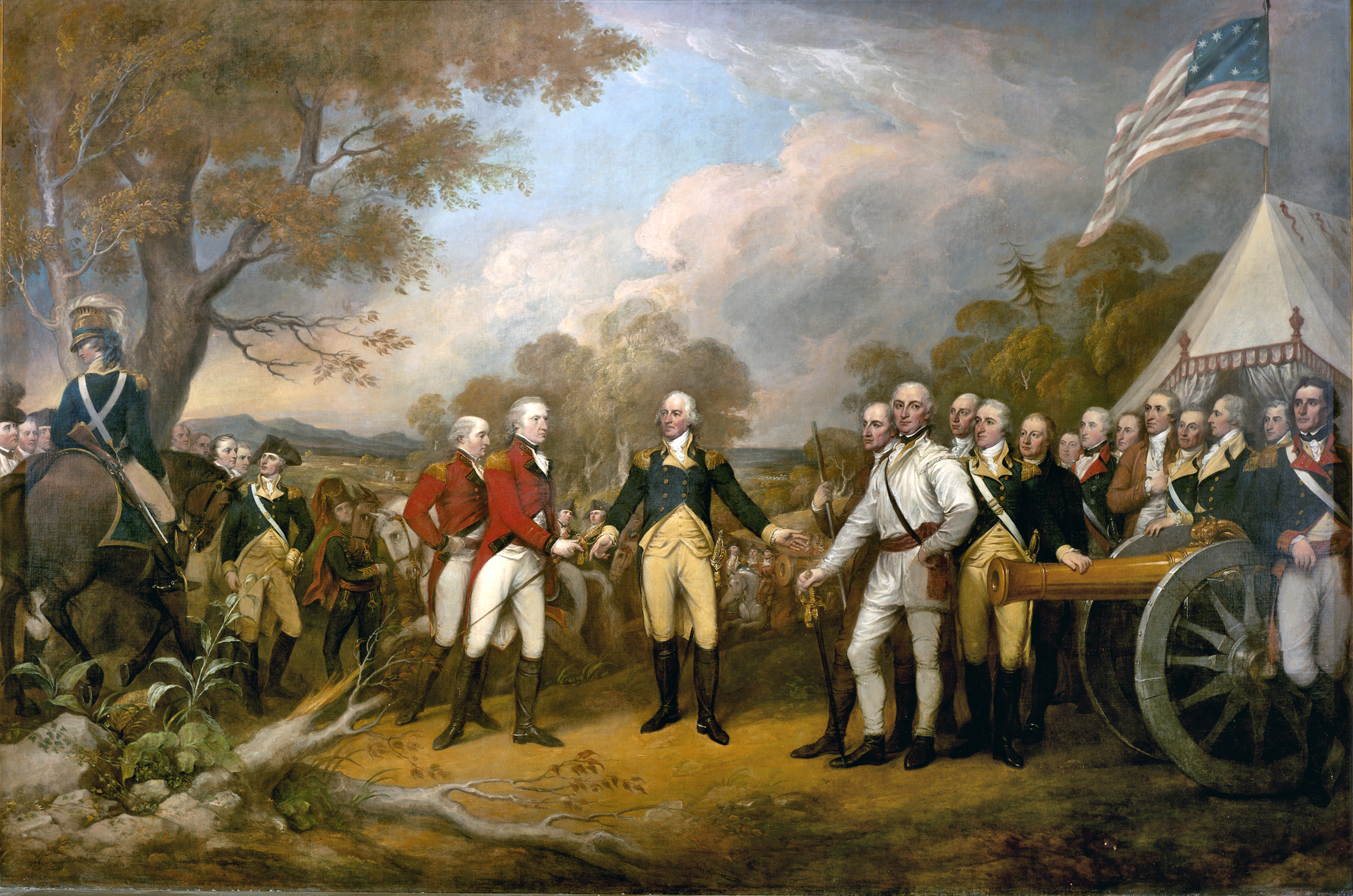
La Reddició del General Burgoyne a Saratoga
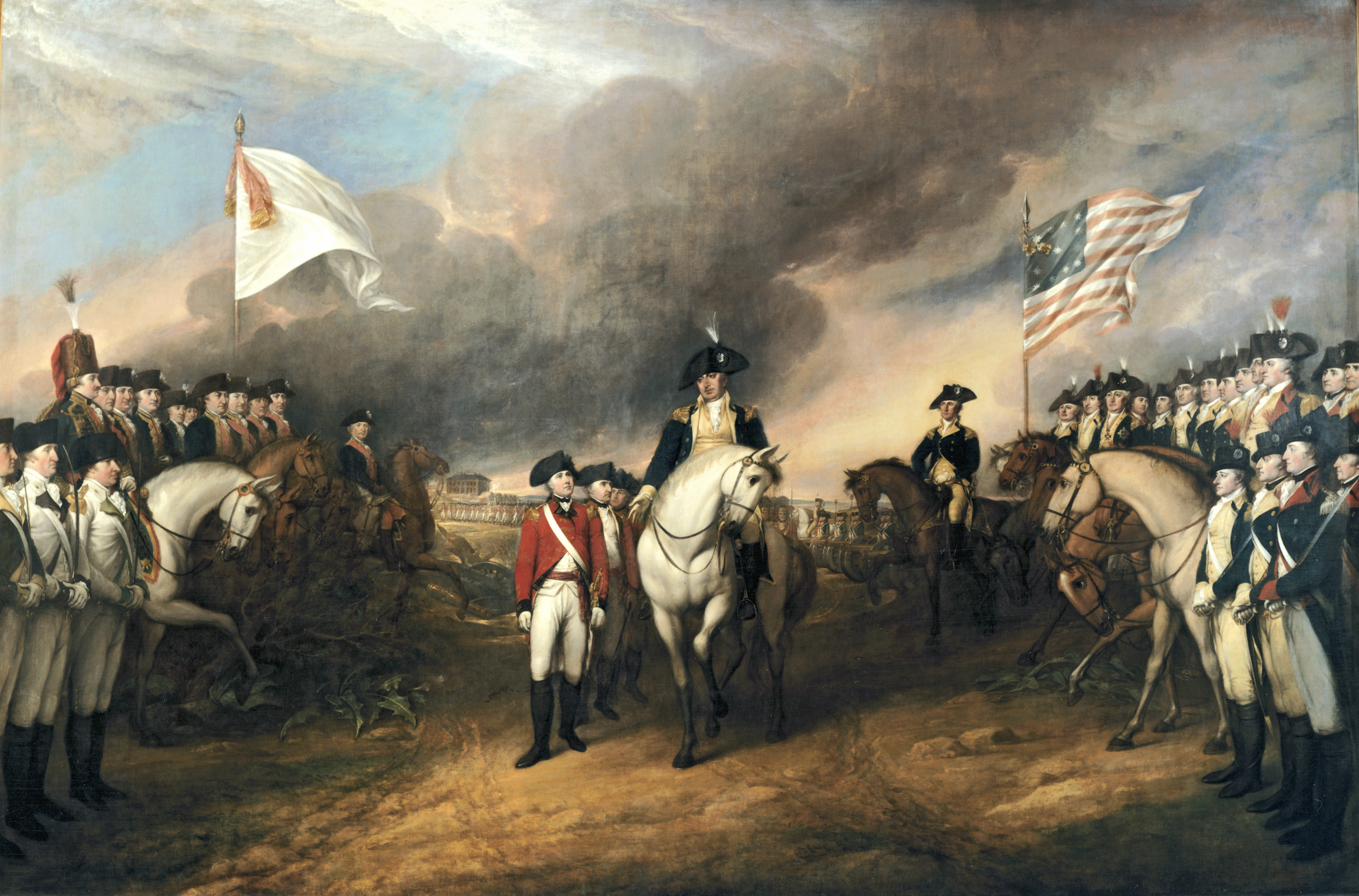
La Reddició de Lord Cornwallis
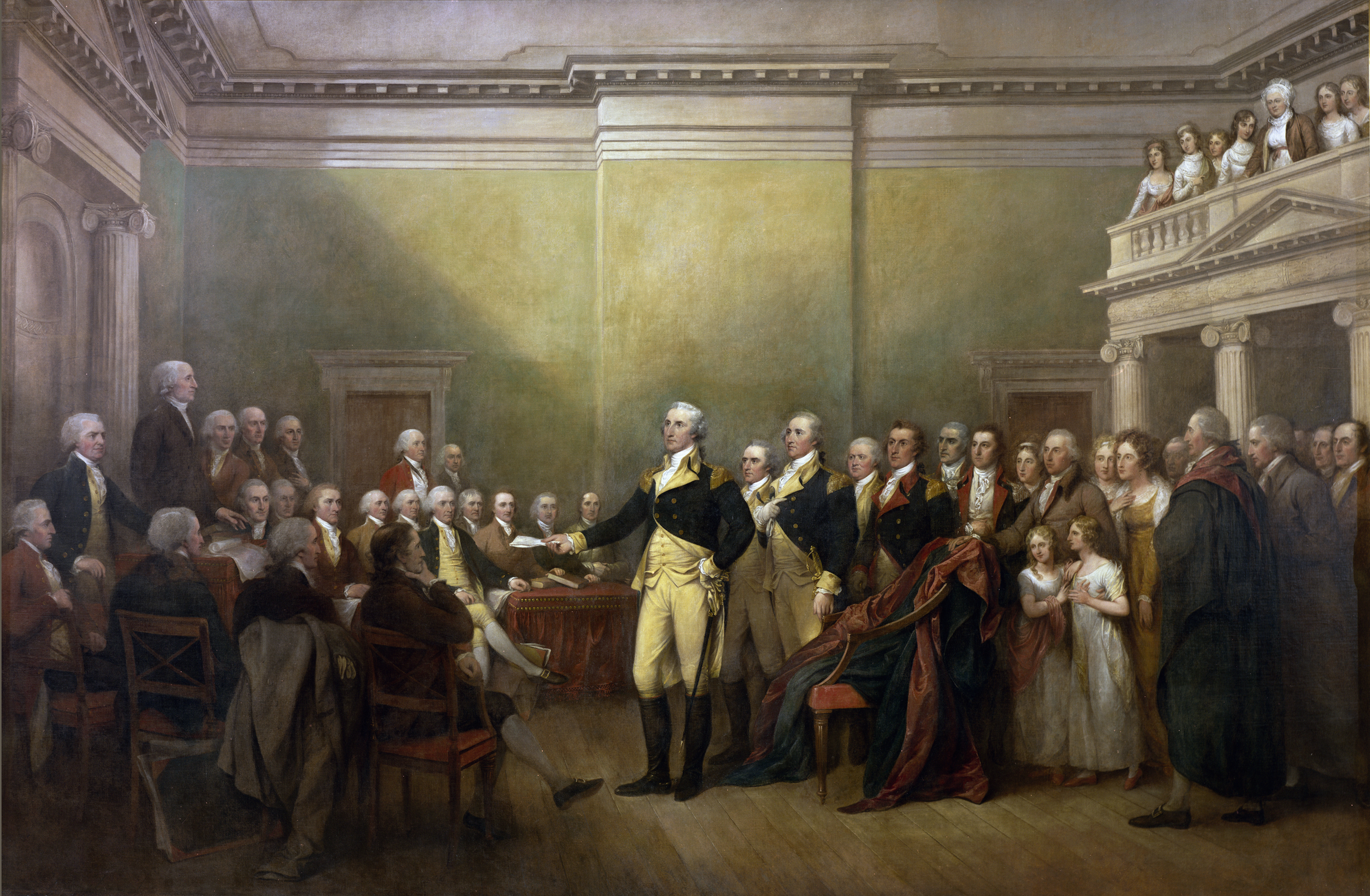
El General George Washington que dimiteix de la seua commissió
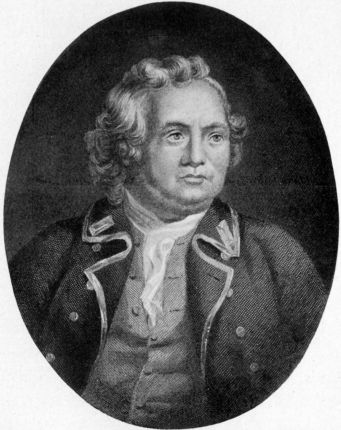
Israel Putnam.